# Maremma Livornese

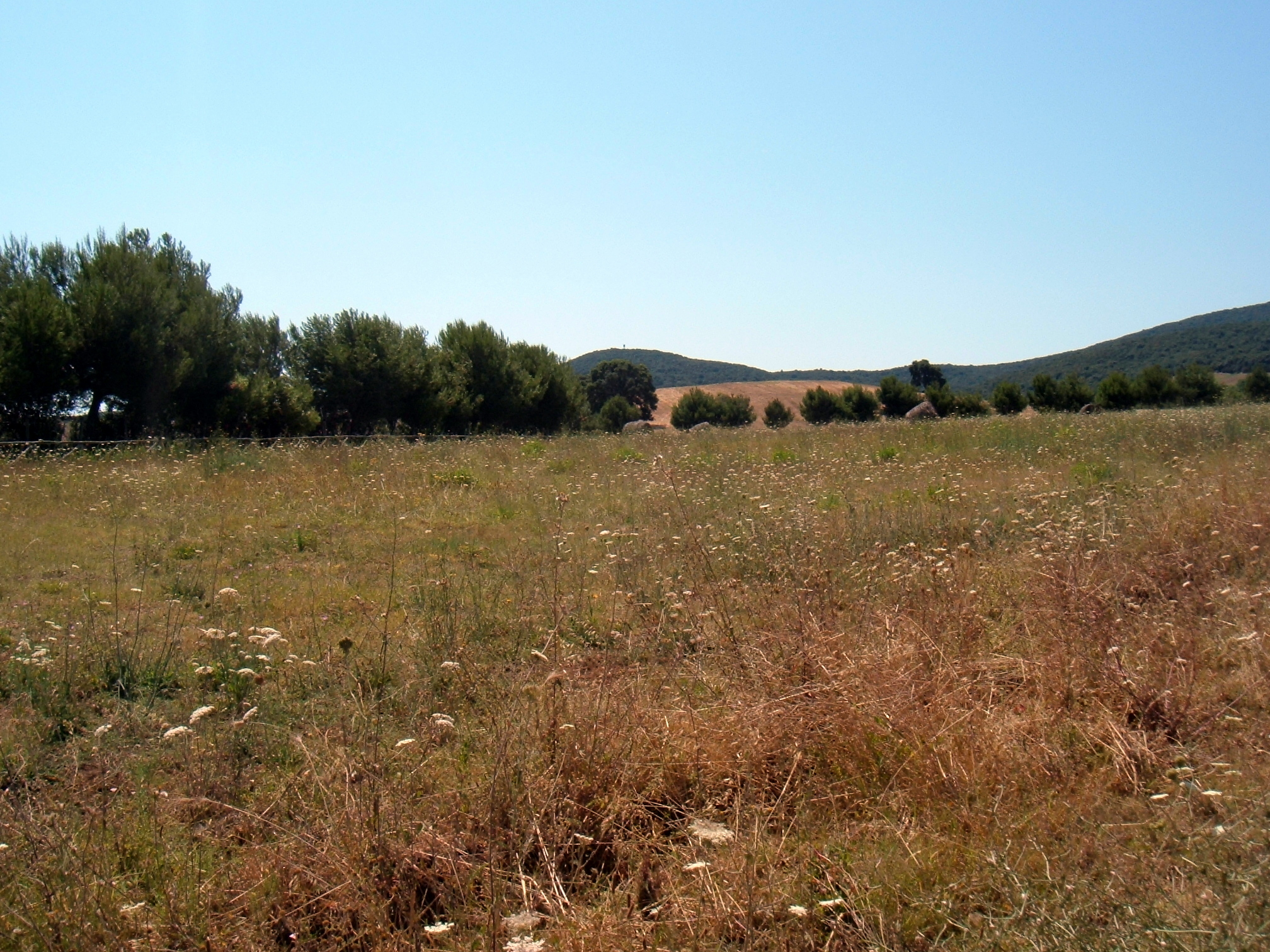
La Maremma Livornese presso Piombino

La Maremma Livornese, storicamente chiamata Maremma Pisana, o più raramente Maremma Piombinese e Maremma Volterrana), è un territorio che si estende a sud del promontorio di Castiglioncello fino alla valle del fiume Cornia e al colle Poggio al Chiecco, a sud del quale è in uso la denominazione Maremma Grossetana. La zona costituisce la parte più settentrionale dell'intera Maremma, detta anche per questo motivo Alta Maremma o Maremma Settentrionale..

## Geografia
L'area si estende tra la fascia costiera, denominata Costa degli Etruschi, e le prime propaggini collinari dell'entroterra; i territori comunali interessati, da nord a sud, sono quelli di Rosignano Marittimo, Cecina, Bibbona, Castagneto Carducci, San Vincenzo, Campiglia Marittima, Sassetta, Suvereto e Piombino (questi ultimi costituiscono anche gran parte del territorio della Val di Cornia).
La zona è particolarmente vocata alla produzione di eccellenti vini, soprattutto nell'area di Bolgheri, località citata da Giosuè Carducci nella celebre poesia Davanti a San Guido e nota per il suggestivo Viale dei Cipressi. Proprio davanti all'oratorio di San Guido si trova la rinomata tenuta dove viene prodotto il Bolgheri Sassicaia, uno dei migliori vini del panorama italiano e mondiale.

### Clima
Il clima della zona risulta particolarmente mite e soleggiato, grazie anche alla costante ventilazione. Le piogge sono concentrate soprattutto nei mesi autunnali e sono comprese mediamente tra i 600 e i 700 mm annui; punte superiori si registrano nelle località in prossimità dei rilievi collinari delle Colline Metallifere.
Nella tabella sottostante sono riportati i dati climatici medi relativi al trentennio 1951-1980, forniti da alcune stazioni facenti capo al servizio idrologico.
| Località            | latitudine | altitudine       | temperatura media annua | precipitazioni medie annue | media di riferimento |
| ------------------- | ---------- | ---------------- | ----------------------- | -------------------------- | -------------------- |
| Vada                |            | 1 metro s.l.m.   | 15,4 °C                 | 740 mm                     | 1951-1980            |
| Cecina-Ghinghia     |            | 15 metri s.l.m.  | 15,3 °C                 | 796 mm                     | 1951-1980            |
| Bibbona             |            | 160 metri s.l.m. | 15,0 °C                 | 822 mm                     | 1951-1980            |
| Castelluccio        |            | 108 metri s.l.m. | 14,8 °C                 | 767 mm                     | 1951-1980            |
| Renaione            |            | 3 metri s.l.m.   | 15,4 °C                 | 661 mm                     | 1951-1980            |
| Donoratico          |            | 14 metri s.l.m.  | 15,3 °C                 | 689 mm                     | 1951-1980            |
| Castagneto Carducci |            | 194 metri s.l.m. | 14,4 °C                 | 832 mm                     | 1951-1980            |
| Sassetta            |            | 350 metri s.l.m. | 13,9 °C                 | 990 mm                     | 1951-1980            |
| San Vincenzo        |            | 2 metri s.l.m.   | 16,2 °C                 | 737 mm                     | 1951-1980            |
| San Carlo Solvay    |            | 350 metri s.l.m. | 13,9 °C                 | 791 mm                     | 1951-1980            |
| Suvereto            |            | 112 metri s.l.m. | 16,1 °C                 | 795 mm                     | 1951-1980            |
| Venturina           |            | 7 metri s.l.m.   | 16,1 °C                 | 744 mm                     | 1951-1980            |
| Populonia           |            | 170 metri s.l.m. | 15,1 °C                 | 775 mm                     | 1951-1980            |
| Casello di Cornia   |            | 5 metri s.l.m.   | 16,2 °C                 | 684 mm                     | 1951-1980            |
| Vignarca            |            | 2 metri s.l.m.   | 16,2 °C                 | 733 mm                     | 1951-1980            |
| Vignale             |            | 3 metri s.l.m.   | 16,2 °C                 | 761 mm                     | 1951-1980            |